# ورخنکاریشوو
ورخنکاریشوو (به لاتین: Verkhnekaryshevo) یک منطقهٔ مسکونی در روسیه است که در باشقیرستان واقع شده‌است.